# Låt vårt budskap ljuda
Låt vårt budskap ljuda är en sång från 1892 med text och musik av G. H. Corben. Corben var verksam som hornmusikant i Frälsningsarmén i Australien under slutet av 1800-talet.[källa behövs]

## Publicerad i
- Frälsningsarméns sångbok 1929 som nr 310 under rubriken "Jubel, erfarenhet och vittnesbörd".
- Musik till Frälsningsarméns sångbok 1930 som nr 310
- Frälsningsarméns sångbok 1968 som nr 319 under rubriken "Jubel och tacksägelse".
- Frälsningsarméns sångbok 1974[1]
- Frälsningsarméns sångbok 1990 som nr 507 under rubriken "Lovsång, tillbedjan och tacksägelse".